# Рагани
Рагани (англ. Ragani; непальск. रगानी) — деревня на востоке Непала, в районе Охалдхунга зоны Сагарматха. Согласно местной переписи населения 2001 года, население Рагани составляет 3880 человек (1961 женщина и 1919 мужчин), проживающих в 729 домохозяйствах. 51 % населения находится за чертой бедности.